# Нижни Тагил
Нижни Тагил (на руски: Ни́жний Таги́л) е град в Свердловска област, Русия. Населението на града през 2010 година е 361 811 души.

## История
Селището е основано през 1722 година, през 1919 година получава статут на град.

## География
Градът отстои на 25 км източно от условната граница между Европа и Азия.

## Население
| Година | Население |
| ------ | --------- |
| 1897   | 30 000    |
| 1926   | 38 800    |
| 1931   | 54 500    |
| 1939   | 160 000   |
| 1959   | 338 501   |
| 1970   | 378 410   |
| 1979   | 398 146   |
| 1989   | 439 521   |
| 2002   | 390 498   |
| 2010   | 361 811   |

Населението на града през 2010 година е 361 811 души.

## Икономика
В града се намира известното вагоностроително и военно-промишлено предприятие „Уралвагонзавод“.